# بنجامین ماس
بنجامین ماس (انگلیسی: Benjamin Maas؛ زادهٔ ۲۳ ژانویهٔ ۱۹۸۹) بازیکن فوتبال اهل آلمان است.
از باشگاه‌هایی که در آن بازی کرده‌است می‌توان به باشگاه فوتبال دارمشتات ۹۸ و باشگاه فوتبال اس‌وی زاندهاوزن اشاره کرد.